# جا دو توکانتینس
جا دو توکانتینس (به پرتغالی: Jaú do Tocantins) یک منطقهٔ مسکونی در برزیل است که در توکانتینس واقع شده‌است. جا دو توکانتینس ۳٬۸۷۸ نفر جمعیت دارد.